# 幾內亞外交

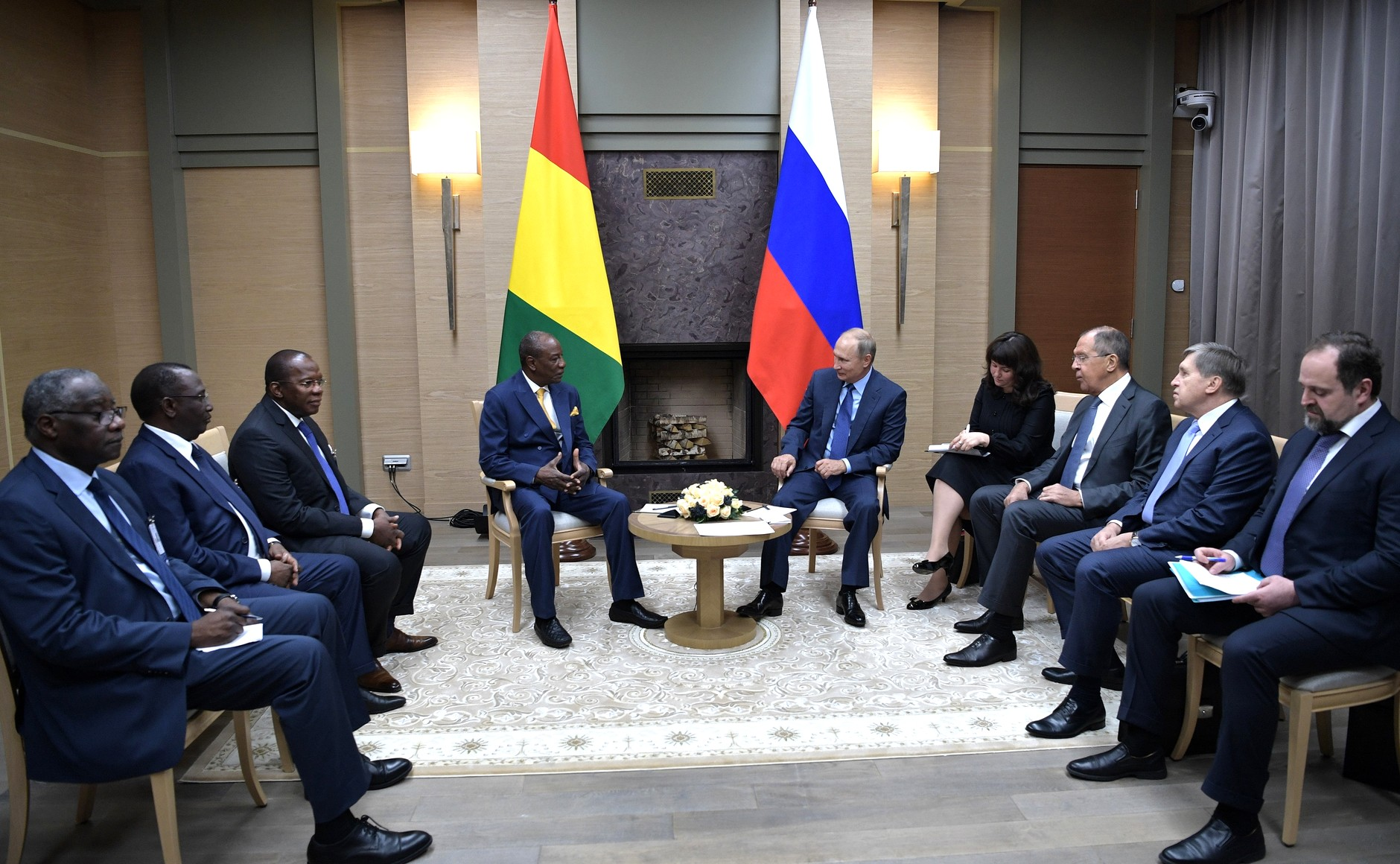
几内亚总统阿尔法·孔戴与俄罗斯总统普京于2017年展开会晤。

几内亚外交是指西非国家几内亚在国际关系中以和平的手段对外行使主权的交往或交涉活动。几内亚外交是几内亚的内政的延伸，以内政为基础，是其国家主权在国际关系中的体现和行为，也是维护和发展其国家利益，实施其国际战略和对外政策的手段。几内亚奉行睦邻友好、不结盟、全面开放和独立自主的外交政策，强调本国外交应该为发展服务，并希望在平等互利和相互尊重的基础上与世界各国发展友好合作关系。几内亚政府主张非洲国家之间应该加强团结与合作以积极参与非洲联盟建设。至2021年，几内亚为联合国、世界贸易组织、不结盟运动、伊斯兰合作组织、法语国家组织、非洲联盟、西非国家经济共同体、马诺河联盟等国际组织成员。

## 历史概观

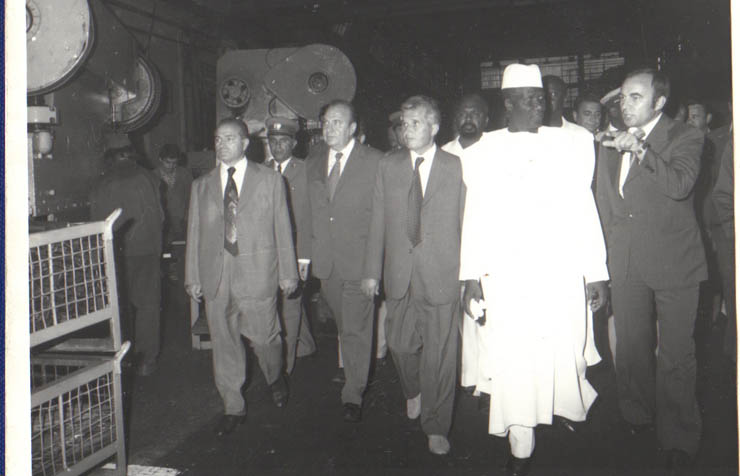
1979年，艾哈邁德·塞古·杜爾总统访问罗马尼亚

1958年，幾內亞通過全民公投获得独立，尽管宗主国法国曾要求几内亚留在法兰西共同体内，但为几内亚拒绝。几内亚也因此成為了唯一選擇不加入法蘭西共同體而獨立的前法國殖民地，艾哈邁德·塞古·杜爾成為幾內亞共和國首任總統。对此不满的法国政府断绝了对几内亚的经济与技术援助，并取消对几内亚商品的免关税政策，同时撤走了法国在几内亚的大部分技术人员，并试图采取政治封锁，阻止几内亚加入联合国，尽管如此，几内亚仍然在1958年12月12日加入联合国。
对此，几内亚总统艾哈邁德·塞古·杜爾开始奉行“积极的中立主义”的外交政策，优先发展与社会主义阵营国家的关系，在独立不久即与苏联、中国、越南民主共和国、朝鲜、蒙古人民共和国、波兰、捷克斯洛伐克等共产主义国家建立了正式外交关系。同时，几内亚也积极发展与西方国家的关系，在建交不久后亦与美国、英国、联邦德国、意大利等国家建立了外交关系。
前宗主国法国亦于1958年10月28日与几内亚建交，但两国关系不睦，建交后，法国仍然试图通过政变推翻塞古政府重新控制几内亚，但均宣告失败，几内亚亦因此曾与法国断交，直到1975年才恢复邦交。几内亚与法国的关系也一定程度上影响了几内亚与塞内加尔、科特迪瓦等法语非洲国家以及同样在非洲拥有殖民地的葡萄牙的关系。其中后者曾于1970年入侵几内亚，但被几内亚政府与几内亚和佛得角非洲独立党击败。
20世纪70年后，几内亚开始缓和与法国、科特迪瓦、塞内加尔的外交关系，并恢复邦交，同时加入了由邻国利比里亚和塞拉利昂组建的马诺河联盟。但其后其他两国发生内战，一定程度上影响了与几内亚的关系。
2021年，几内亚发生政变，联合国、非洲联盟、西非国家经济共同体等多个国际组织以及中华人民共和国、法国、美国等国家纷纷谴责此次政变，并要求政变军人立即释放总统孔戴。西非国家经济共同体和非洲联盟先後宣佈暫停幾內亞成員資格。

## 与各国的关系

### 与加纳的关系
1958年，几内亚脱离法国独立后，加纳立即给予外交承认并建交，加纳也是最早拥有几内亚大使馆的国家之一。加纳曾经计划与几内亚合并建立西非联邦，但最终无疾而终。但两国仍然维持着比较友好的关系。

### 与中国的关系

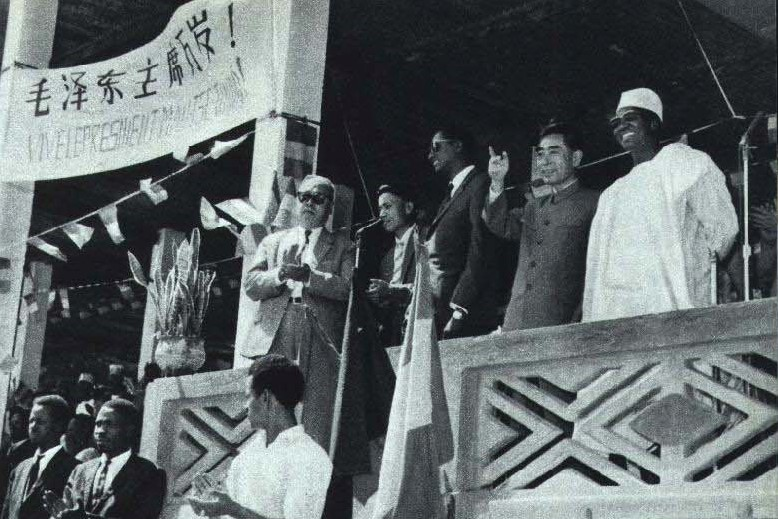
1964年1月21日，国务院总理周恩來访问几内亚並與杜爾總統会面。

1958年，中国承认几内亚为独立国家，几内亚于1959年10月4日同中華人民共和國建交，是撒哈拉以南非洲各国中，第一个同中華人民共和國建交者。此後兩國友好關係順利發展。1971年10月25日，在第26屆聯合國大會上幾內亞参与提出了「恢復中華人民共和國在聯合國的合法權利」，支持中华人民共和国加入联合国。建交以来，中国为几援建了广播电视中心、人民宫、水电站、自由电影院、卷烟火柴厂、总统府、体育场等。1985年起，中国公司加强了对几内亚的投资开发。

### 与越南的关系
越南民主共和国与几内亚于1958年10月9日建交，几内亚是非洲各国中，第一个与越南建交者，几内亚在越南战争期间亦支持越南民主共和国，并承认越南南方共和国。越南曾经于1960年至1986年在科纳克里设有大使馆，现由越南驻摩洛哥大使馆兼辖在几内亚的相关事务。

### 与北韩的关系
朝鲜民主主义人民共和国与几内亚于1958年10月8日建交，几内亚是撒哈拉以南非洲各国中，第一个与朝鲜建交者，几内亚政府也曾经在不结盟运动等国际组织支持北韩，北韩也曾给予几内亚农业领域的人道主义援助，几内亚也是为数不多有北韩大使馆的国家之一。

### 与日本的关系

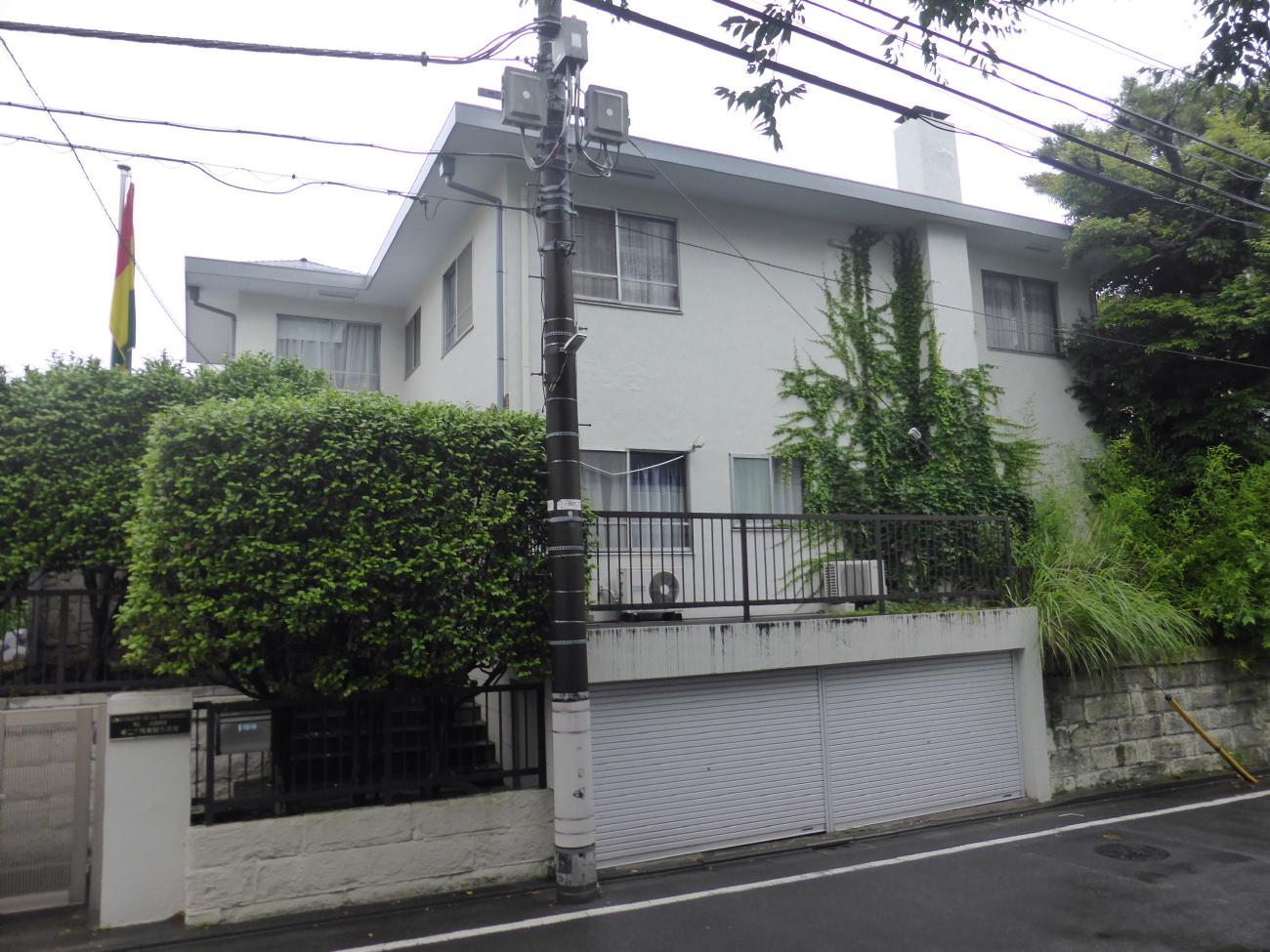
几内亚驻日本大使馆。

日本于1958年11月14日承认几内亚并建交。1970年，几内亚在东京都开设大使馆，日本亦于六年后在科纳克里设立大使馆。1978年至2005年间，日本政府累计向几内亚提供各类援助达到5.55亿美元，并帮助几内亚修建了渔港、干线道路。2019年，几内亚对日出口总额达到3750万日元，主要向日本出口铝土矿、铁矿砂等原材料。几内亚总统也多次访日，与日本政府探讨加强渔业合作、矿产开发。日本的研究調查团也多次前往几内亚的山地考察研究黑猩猩等灵长类生物。

### 与马来西亚的关系
原马来亚联合邦于1958年承认几内亚独立，1997年，马来西亚在几内亚设立大使馆，并兼辖马来西亚在科特迪瓦、塞拉利昂、利比里亚及几内亚比绍的相关事务。几内亚不久后亦在吉隆坡设立大使馆，并兼辖泰国、印尼。

### 与塞尔维亚的关系

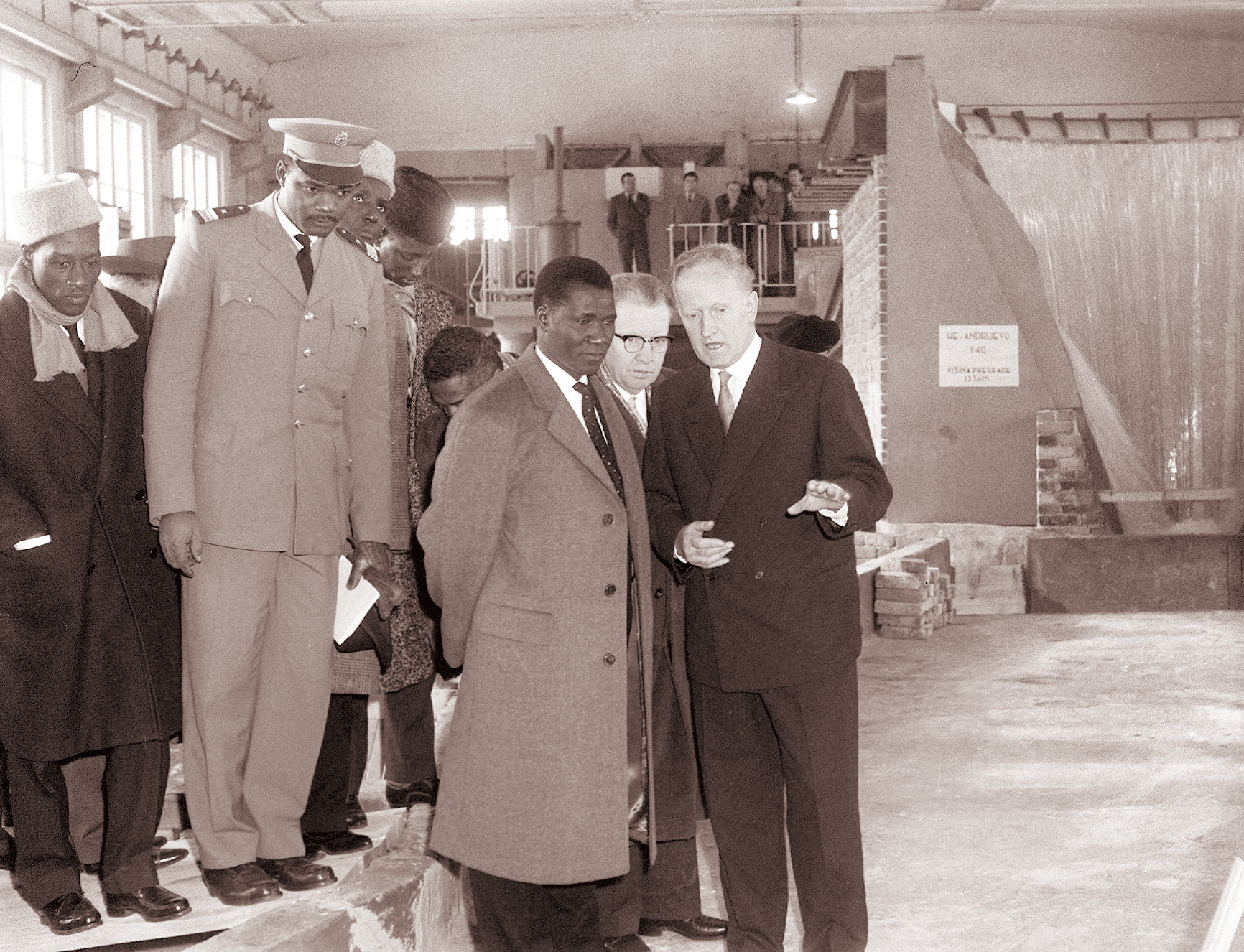
1961年，几内亚总统艾哈邁德·塞古·杜爾访问南斯拉夫

1958年，几内亚与塞尔维亚的前身南斯拉夫社會主義聯邦共和國建立外交关系，两国关系因不结盟运动的参与而得到了加强。1961年，两国签署了貿易和支付協定。几内亚亦在贝尔格莱德设有大使馆。2020年，双边贸易额为6.6万欧元。

### 与俄罗斯的关系
几内亚与俄罗斯的前身苏联于1958年10月4日建立外交关系，当日，苏联最高苏维埃主席团主席克利缅特·伏罗希洛夫传送电报给几内亚总理，宣布苏联政府承认几内亚，并愿意同它建立外交关系并互派外交代表。伏罗希洛夫也在电报中代表苏联人民祝愿几内亚人民“在建设自主的民主国家事业中获得成功”。随后两国建交，苏联随即与几内亚签署了贸易协定，并给予对方贸易上的最惠国待遇。苏联向几内亚提供了援助，并输出了拖拉机、耕作机器、汽车、黑色金属、压延材料、石油制品、木材和其他工业制品。苏联提供的各项援助曾帮助几内亚走出发展的低谷，并为几内亚经济发展提供了一定的工业基础和人才支撑。苏联解体后，几内亚仍然与俄罗斯维持着友好的关系。